# Vlag van Zwaagdijk-West

Vlag van Zwaagdijk-West

De vlag van Zwaagdijk-West werd op 3 juli 2008 door het Nederlandse dorp Zwaagdijk-West in gebruik genomen. De vlag wordt als volgt beschreven: 
In vier stukken gestapeld vanaf de hijs van geel, blauw, wit en groen, zodat de boven- en onderkant van de vlag in vier delen zijn verdeeld, waarvan de lengtes 1:7:7:9 zijn, en de top van de witte stapel zich op 23/24 vlaglengte bevindt; op geel een geoorde Sint-jakobsschelp.
De vlag symboliseert het dorp Zwaagdijk-West en de omgeving. De sint-jakobsschelp staat voor Sint-Jacobus, aan wie de plaatselijke kerk gewijd is. De gele punt staat voor de dijk waaraan het dorp ligt. De blauw met witte keper symboliseert de Cromme Leeck. kleur groen staan voor de fruitteelt, een belangrijke bezigheid in het gebied. Ook staat dit vlak voor het woord zwaag, dat weidegebied betekent. De vlag is afgeleid van het dorpswapen.

Wapen van Zwaagdijk-West

Abbekerk
· Assendelft
· Bergen
· Bovenkarspel
· Buitenveldert
· Bussum
· De Rijp
· Driemond
· Groet
· Grootschermer
· Graft
· Hauwert
· Huisduinen
· Julianadorp
· Koog aan de Zaan
· Krommenie
· Krommeniedijk
· Lambertschaag
· Marken
· Middelie
· Muiden
· Muiderberg
· Naarden
· Nauerna
· Nibbixwoud
· Nieuw-Vennep
· Omval
· Opperdoes
· Rijsenhout
· Sijbekarspel
· Sint Pancras
· Sloten
· Spaarndam
· Vogelenzang
· Weesp
· Wijk aan Zee
· Wormerveer
· Zaandijk
· Zwaagdijk-West